# グレカーレ (駆逐艦)
グレカーレ（イタリア語: Grecale 「北東風」の意）はイタリア王立海軍および、その後イタリア海軍で運用された駆逐艦。

## 艦歴

### 建造
アンコーナの造船所地域にあるティレニア造船所で建造され、船体は1931年9月25日に起工された。1934年6且17日に進水し、同年11月15日に就役した。

### 1930年代と第二次世界大戦
1936年3月26日から1939年7月9日の間、特にスペイン内戦中には地中海だけではなく大西洋で、ベルギーでの1936年8月や1939年7月のリスボンでの任務などのさまざまな任務や哨戒の一部を担った。
1940年6月にイタリアが第二次世界大戦に参戦すると、同型艦のマエストラーレ、リベッチオ、シロッコとともに第10駆逐艦部隊を編成した。
第二次世界大戦の間、同艦は戦力であるとともに、リビアへの護送船団の護衛も勤めた。
1940年7月2日に同型艦および軽巡洋艦バンデ・ネーレ、コレオーニ、第1巡洋艦隊（重巡洋艦ザラ、フィウメおよびゴリツィア）、第11駆逐艦部隊（アルフィエーリ、オリアーニ、ジョベルティ、カルドゥッチ）とともにリビアから帰還する護送船団（水雷艇プロチオーネ、オルサ、オリオーネ、ペガソ)に護衛されてトリポリからナポリへと航行した兵員輸送船エスペリアおよびヴィクトリア）の間接護衛に派遣された。
7月6日にリビアへの最初の大規模船団の護衛を行った（TCM作戦）：午後7時45分にナポリを離れた船団は、兵員輸送船エスペリアおよびカリテア（それぞれ1,571名および619名の兵員を輸送）と現代的な貨物船マルコ・フォスカリーニ、ヴェットール・ピサーニおよびフランチェスコ・バルバロ（車両232量、燃料及び潤滑油5,720トンおよびその他の補給物資10,445トンを積載）が第10駆逐艦部隊の4隻、軽巡洋艦バンデ・ネーレおよびコレオーニ、第14水雷艇部隊（プロキオーネ、オルサ、オリオーネ、ペガソ）を伴っていた。船団は7月8日に無傷でベンガジ港に到着した。
アウグスタに帰還すると、第10駆逐艦部隊は7月9日のカラブリア海戦の戦力の一部として艦隊に合流するために出航したが、部隊は顕著な働きをすることはなかった。
7月27日にグラカーレと同型艦は"Transporto Veloce Lento" 作戦（水雷艇オルサ、プロキオーネ、オリオーネおよびペガソに護衛された商船マリア・エウゲニア、グロリアステラ、マウリー、バインジッツァ、コル・ディ・リアナ、フランチェスコ・バルバロおよびチッタ・ディ・バリで構成された船団）のナポリートリポリ航路の船団護衛舞台に合流するためにカターニアを出航したところ、英潜水艦オズワルドが船団を視認し、グラカーレに魚雷を発射しようとしたが果たせず、船団は8月1日に無傷で目的地に到着した。

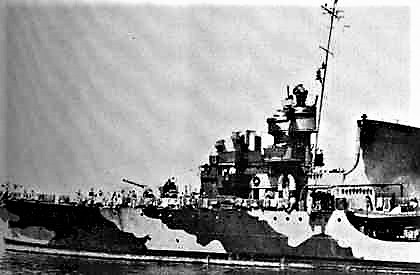
明細塗装を施された第二次世界大戦中のグレカーレ

8月9日、同型艦とともにパンテッレリーア海域に機雷を敷設した。
1941年4月、ドイツアフリカ軍団への補給物資を輸送するドイツの蒸気船船団（アリカンテ、マリッツァ、プロシーダ、サンタ・フェ）を護衛した。
5月11日に軽巡洋艦バンデ・ネーレ、カドルナ、ドゥーカ・デッリ・アブルッツィおよびガリバルディ、駆逐艦アルピーノ、フチリエーレ、シロッコ、ダ・レッコ、パンカルド、ペッサーニョ、ウゾディマーレとともに、駆逐艦ダルド、アヴィエーレ、ジェニエーレ、マエストラーレおよびカミチア・ネーラが直掩する貨物船プロイセン、ヴァハトフェルス、エルネスト、テンビエン、ジュリアおよびコル・ディ・ラーナからなる船団を間接護衛するためにナポリを出航し、船団は5月14日にトリポリに到着した。
5月26日にマエストラーレ級一番艦およびカドルナとともに、ナポリからトリポリへの船団（駆逐艦ヴィヴァルディおよびアントーニオ・ダ・ノーリ、水雷艇チーニョ、プロキオーネおよびペガソに護衛された内燃機船アンドレア・グリッティ、セバステイアーノ・ヴェニエール、マルコ・フォスカリーニ、バルバリーゴ、リアルトおよびアンカラで構成）を護衛した。
6月19日に同型艦シロッコおよびマエストラーレとともに、トリポリへの護送船団（駆逐艦ヴィヴァルディ、ダ・レッコ、ジョベルティおよびオリアーニ、旧式の水雷艇デッツァが直掩する兵員輸送船マルコ・ポーロ、エスペリア、ネプチュニアおよびオチェアニアで構成）を勤め、パンテレリア海域で英潜水艦アンビートゥンの攻撃を受けたが被害はなく、間接護衛部隊は6月20日にトリポリに到着した。しかしながら、輸送船がトリポリへの安全な航路に乗り入れた後で、英潜水艦ユニークがエスペリアを魚雷攻撃し、同船は北緯33度03分、東経13度03分の地点で沈没した。
7月7日には駆逐艦シロッコ、マエストラーレ、ピギャフェット、ダ・レッコ、ダ・モスト、ダ・ヴェラッツァーノ、第4巡洋艦隊（バンデ・ネーレおよびジュッサーノ）および第7巡洋艦隊（アッタンドーロおよびデューカ・ダオスタ）とともにシチリア海峡での機雷敷設を行った。
7月にはさらに輸送船エルネスト、テンビエン、ジュリア、コル・ディ・ラーナ、ヴァハトフェルス、アムステルダムで構成される護送船団の護衛の一翼をになったが、テンビエンおよびヴァハトフェルスが航空機から攻撃され、曳航されることになった。
8月にはマルコ・ポーロ船団の護衛に参加した。
9月24日に軽巡洋艦デューカ・デッリ・アブルッツィおよびアッテンドーロ、第3巡洋艦隊（重巡洋艦トレント、トリエステおよびゴリツィア）、同型艦のシロッコ、マエストラーレ、および第12駆逐艦部隊（コラッツィエーレ、ランチエーレ、アスカリおよびカラビニエーレ）とともにイギリスの護衛船団を攻撃するためにパレルモを出航したが、捕捉することができなかった。
1941年11月8日の朝、グレカーレ（ジョヴァンニ・ディ・グロペッロ中佐が指揮）は、輸送船デュースブク、サン・マルコ、サジッタ、マリア、リナ・コラード、コンテ・ディ・ミスラタおよびミナティトランで構成されたトリポリへのデュースブルグ船団（34,473トンの補給物資、車両389両、人員243名を積載）の護衛に参加した。船団はグラカーレ以外に駆逐艦マエストラーレ、フルミーネ、エウロ、アルフレード・オリアーニにも護衛されていた（重巡洋艦トレント、トリエステおよび駆逐艦4隻が間接護衛を行った）。次の夜、イギリスのK戦隊（軽巡洋艦オーロラ、ペネロピおよび駆逐艦ランスとライヴリー）によって船団は攻撃され損害を受け、全ての輸送船とフルミーネが沈没した。戦闘の初めにオーロラが船団に並走していたグラカーレに向けて3斉射を行った。反撃が可能になる前に（魚雷2発の発射を試みたが果たせなかった）8発の152mmおよび120mm砲弾を被弾し、死亡23名、負傷56名（うち、重傷35名）の人的被害を受け、数発が機関室にまで到達してエンジンを使用不能にして行動不能となり、搭載火器も使用できなくなり、オリアーニに曳航された。最初はトラパーニに曳航され、その後の11月11日に修理のためにタトラントへと回航された。
作業は1941年11月から1942年3月まで行われ、修理だ行に加えて、2門の120mm照明弾発射砲の2基の65口径20mm機関砲への換装、船体中央部（魚雷発射管の間）への120mm照明弾発射砲の搭載、艦橋の連装機関銃の単装機関銃への換装、ドイツ製の2基の爆雷投射機の搭載などの近代化改修が行われた。
1942年3月には2つの護送船団の護衛に参加した。
3月16日、同型艦シロッコおよび軽巡洋艦デューカ・ダオスタとともに、駆逐艦5隻および水雷艇2隻に直掩された輸送船ライヒェンッフェルス、ヴェっトール・ピサーニおよびアッスンタ・デ・グレゴーリからなる2つ船団（戦車36両、車両278両、補給物資13,124トンおよび人員103名積載）が実施するシリオ作戦の間接護衛任務を実施し、船団は無傷でリビアに到着した。
3月21日深夜に戦艦リットリオおよび部隊の残りの艦とともに、第11駆逐艦部隊（アヴィエーレ、アスカリ、オリアーニ）に合流するためにタラントを出航し、決定的とはならなかった第2次シルテ湾海戦に参加したが、舵の故障のために港に帰投し、活躍することはなかった。
8月3日から5日にかけて、駆逐艦コルサロ、レジオナリオ、フレッチャ、フォルゴーレおよびトゥルビネ、水雷艇パルテノペおよびカリオペにとともに内燃機船アンカラ（目的地トゥブルク）、ニノ・ビクシオおよびセストリエーレ（目的地ベンガジ）からなる護送船団（戦車92両、車両３４０両、機関車3両、起重機1基、兵員292名、燃料及び潤滑油4,381トン、その他の補給物資5,256トン積載）を護衛し、米国の航空機による初めてのイタリア艦船の攻撃となる多数回の航空攻撃を受けたものの目的地に到達した。
11月4日に、マエストラーレ、オリアーニ、ジョベルティ、水雷艇クリオおよびアニモサ、さらに近代的な駆逐艦ヴェリーテとともにトリポリに向かう内燃機船ジュリアおよびキゾーネ、蒸気船ヴェローチェの護衛任務を実施し、航空攻撃を受けながらも無傷でリビアに到着した最後の船団となった。
同時期に油槽船パヌコの護衛も行っている。
11月30日、マエストラーレおよびアスカリとともに再びシチリア海峡での機雷敷設を行い、この任務からの帰投中に、その後の12月2日に<<H>>船団を捕捉して破壊した英国のQ部隊（軽巡洋艦オーロラ、シリウスおよびアルゴノート、カナダ軍駆逐艦キブロンおよびクエンティン）出現の報を受けて帰投中の<<B>>船団（水雷艇シリオ、オリオーネ、グロッポおよびパラーデおよびのちに水雷艇ウラガノが合流して護衛していた蒸気船アルレジーナ、アキーレ・ラウロ、カンパニア、メネスおよびリスボアからなるナポリからチュニジアに向かう船団）の増援に送られた。
12月にはチュニジアへの兵員輸送任務を行った。
1943年1月3日に、5艇のイギリス軍の特殊潜航艇チャリオットがパレルモ港を攻撃目標とし、複合機関船ヴィニマーレが深刻な損傷を受け、建造中だったウルピオ・トライアーノが沈没した際に同港に停泊しており、グラカーレも船体に爆発物を取り付けられたが起爆前に取り除くことができた。

### アルデンテとの衝突
1月12日、グラカーレ（ルイジ・ガスパリーニ中佐が指揮）は午前1時5分にパレルモを出航し、サン・ヴィート岬周辺のシチリア島北岸哨戒のためにビゼルトからパレルモに航行してきた新型水雷艇アルデンテに不注意で衝突した。艦橋士官がイタリアの水雷艇を敵の魚雷と誤認した。アルデンテは118名の乗員とともに沈没し、駆逐艦も深刻な損傷を受け、艦首部分が艦橋の高さまで持ち上がってしい、荒れた海を港へと引き返して13時15分に到着した。事故は悪化した天候状況と、同じ安全な航路を反対方向に航行灯を消して航行していたことが原因だった。その後、エガーディ諸島近海では出航用と帰投用に別々の航路が設定された。グラカーレにおいても人的損害は多く、当時ドイツ兵の輸送任務にあたっており、各船室に可能な限り収容していたために衝突によって乗員8名とドイツ兵102名が死亡または行方不明となった。
艦首部分の再建のために入渠している間に、船体中央部の照明弾発射砲と魚雷発射管が2門の54口径37mm機関砲に換装され、艦尾に2門の単装65口径20mm機関砲が搭載された。作業は8月までかかった。

### 停戦後
停戦が宣告されたのを受けて、グラカーレは残存した艦艇（戦艦イタリア、ヴィットリオ・ヴェネト、ローマ、軽巡洋艦ジュゼッペ・ガリバルディ、アッティリオ・レゴロ、ドゥーカ・デッリ・アブルッツィ、エウジェニオ・ディ・サヴォイア、デュカ・ダオスタ、モンテクッコリ、駆逐艦カミチア・ネーラ、フチリエーレ、ミトラリエーレ、カラビニエーレ、レジョナリオ、ヴェリテ、オリアーニ）とともにラ・スペツィアからマルタの連合軍のもとに回航され、9月11日に到着してマルサシュロックに係留された。9月12日にバレッタで給油され、9月14日に艦隊の一部（イタリア、ヴィットリオ・ベネト、エウジェニオ・ディ・サヴォイア、デュカ・ダオスタ、モンテクッコリ、カドルナ・ダ・レッコ、アルティリエーレ、ヴェリト）とともにアレクサンドリアへと移動し、16日に到着した。
停戦までの間に、グラカーレは155回の任務を実施し（艦隊行動8回、機雷敷設4回、対潜戦闘1回、輸送任務10回、船団護送35回、訓練任務33回および移動ないしその他の任務33回）、47,646海里を航海し、441日間を任務にあてた。全航海中に潜水艦から11回の攻撃を、航空機から5回の爆撃と2回の雷撃を受けた。
イタリア降伏後の連合軍との共同作戦でも数多くの任務を担当した。
1944年6月21日から22日にかけて、魚雷艇MS-47とともにドイツ軍に鹵獲された重巡洋艦ボルツァーノを沈めるためにラ・スペツィア港に潜入した数艇のイギリスのチャリオット特殊潜航艇と乗員を輸送した。

### 艦長
- エドモンド・カカーチェ中佐（1899年3月28日 トリノ生まれ、1940年6月10日-1941年6月）
- ジョバンニ・グロペッロ中佐（1902年2月28日 トリノ生まれ、1941年6月-1942年5月13日）
- ルイージ・ガスパッリニ中佐（1902年3月31日 フェルモ生まれ、1942年5月14日-1943年1月12日）
- ベネデット・ポンツァ・ディ・サン・マルティーノ中佐（1900年5月8日 モデナ生まれ、1943年8月-1944年12月）

### 戦後期間とイタリア海軍での活動
戦争が集結すると、グラカーレは平和条約の条件の一部としてイタリアに残された。イタリア海軍の一員となり1947年から1949年にかけて近代化改修が行われ、同艦がラ・スペツィアの海軍基地で戦後に初めて近代化改修を受けた艦となった。

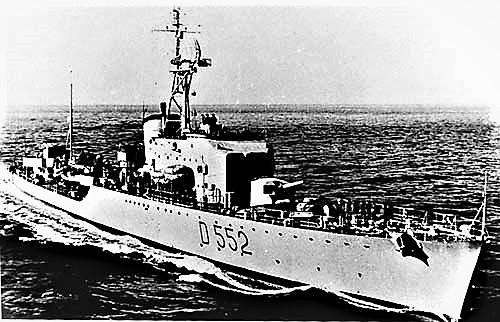
新しい略称D 552をつけた、イタリア海軍参加後のグラカーレ

この改修で主砲は新型の50口径120mm砲に換装され、対空兵装として6門の54口径37ｍｍ機関砲と2門の65口径20mm機関砲が装備され、3基のの533mm魚雷発射管が魚雷攻撃能力を構成した。LWS型レーダーが新造された格子状マストに設置された。

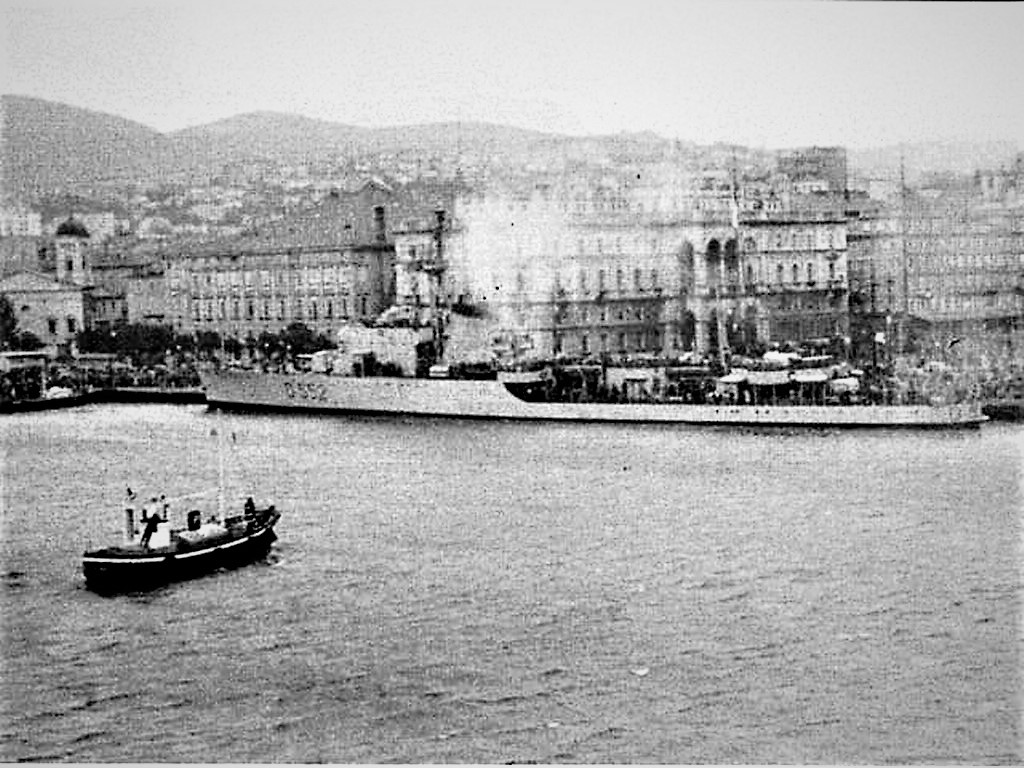
トリエステの街がイタリアに返還される際に停泊するグレカーレ

1953年にイタリアがNATOに加入すると、それまでの頭文字のGRではなく、光学標章としてD 552をつけることになった。
1954年10月26日、グレカーレはトリエステがイタリアに返還されるに際して駆逐艦グラナティエーレ、アルティリエーレ、軽巡洋艦ドゥーカ・デッリ・アブルッツィを従えて最初に入港する海軍艦艇となり、イタリアへの返還を喜び乗船した群衆に迎えられた。
1955年に高速フリゲートへと改修を受けることになった。
同艦は1958年4月10日の共和国大統領の布告によって、同年8月1日に退役した水雷艇アレテューサから光学標章 F 556 を引き継いで対潜フリゲートとして艦種変更を受けた。

### 指揮艦への改修と最後の数年
軽巡洋艦ドゥーカ・デッリ・アブルッツィが退役し、ジュゼッペ・ガリバルディが任務を引き継ぐことになっていため、旗艦として艦隊司令官が搭乗できるように1959年から1960年にかけてグレカーレが改修された。
この改修で、40mm連装砲と、煙突以降の上部構造が撤去され、艦首甲板がほぼ艦尾まで延長され大きな甲板室の前方に艦橋が作られた。
前夜、巡洋艦モンテクッコリとともにタラントで最後に旗を降ろした後で、1964年6月1日に武装解除され、1965年4月10日に除籍され、まだ使用可能な装備を取り外されたあとで、解体されるまでの数年間はタラント海軍基地に取り置かれていた。

## 名称
同艦はグレカーレという名称を与えられた2番目の艦艇である。最初の艦艇はイタリア王立海軍に所属する以前にノルウェーの商船で使われていたエリダと言う名称のタグボートで、1916年5月10日にイタリア王立海軍に所属し、1920年5月7日に除籍となっていた。現在ではグレカーレと言う名称はマエストラーレ級フリゲートに引き継がれている。